# あとひとつ
「あとひとつ」は、2010年8月4日発売のFUNKY MONKEY BABYSの14枚目のシングル。

## 概要
表題曲の「あとひとつ」は朝日放送の第92回夏の高校野球の応援ソングに使用された。ジャケットには通常盤・初回限定盤ともにプロ野球・東北楽天ゴールデンイーグルスの投手である田中将大が起用され、田中本人もミュージックビデオにも出演した。
2011年11月16日より、FUNKY MONKEY BABYSの地元である京王八王子駅の2番線において「あとひとつ」をオルゴールアレンジしたものが接近メロディとして使用されている（1番線は「ヒーロー」を使用）。

## 収録曲

### 通常盤
1. あとひとつ
  - 作詞・作曲：FUNKY MONKEY BABYS・川村結花　編曲：島田昌典

朝日放送「夏の高校野球」応援ソング
ABCテレビ「熱闘甲子園」テーマソング
日本テレビ系『ズームイン!!SUPER』『ズームイン!!サタデー』特別テーマ
奈良テレビ「高校野球奈良県大会中継」2010年度オープニング・テーマ
中日ドラゴンズ（2011年 - 2013年）、読売ジャイアンツ（2014年 - 2015年）主催試合・井端弘和登場曲
京王八王子駅2番線にオルゴールアレンジしたものを接近メロディとして使用（2011年11月16日 - ）[2]
読売ジャイアンツ主催試合・大城卓三登場曲（2019年-）
2. 真夏のマジック～Sun's Feelings～
  - 作詞：FUNKY MONKEY BABYS　作曲：FUNKY MONKEY BABYS・重永亮介　編曲：YANAGIMAN
3. アワービート
  - 作詞：FUNKY MONKEY BABYS　作曲：FUNKY MONKEY BABYS・田中隼人　編曲：田中隼人

ロッテ「BLACK BLACK」CMソング
4. あとひとつ(instrumental)
5. 真夏のマジック～Sun’s Feelings～(instrumental)
6. アワービート(instrumental)

### 初回限定盤
ジャケットは同じく田中だが、楽天のキャップとユニフォームを着用している。
なお、初回限定盤にはボーナストラックとして、7曲目にあとひとつ ブラバン・バージョン(instrumental)が収録され、「あとひとつ」のビデオクリップがDVDとして封入されている。

## カバー
- SPICY CHOCOLATE（2012年のアルバム『渋谷 RAGGA SWEET COLLECTION 2』に収録）
- ケラケラ（2013年のアルバム『さよなら大好きだったよ』に収録）
- Little Glee Monster（2014年のインディーズアルバム『Little Glee Monster』に収録）
- 光野有菜[3]（自身初主演の短編映画『花咲く頃に、僕らは』で披露）
- kobaslo Feat. こぴ
- 沢城千春（2022年のアルバム『[Re:collection] HIT SONG cover series feat.voice actors 〜10's-20's EDITION〜』に収録）